# Red de Ciudades Creativas

Logo de la ciudad de Cracovia,(Ciudad de Literatura por la UNESCO)

La Red de Ciudades Creativas es un programa de la Organización de las Naciones Unidas para la Educación, la Ciencia y la Cultura (Unesco) creado en 2004 para promover la cooperación entre las ciudades miembros del programa que han reconocido la creatividad como un factor principal para su desarrollo urbano y que priorizan las industrias culturales en sus planes locales, cooperando proactivamente a nivel internacional en los aspectos sociales, económicos, culturales y naturales. Actualmente la red está conformada por más de 350 ciudades. La red cubre siete campos creativos:
- Artesanías y artes populares
- Arte digital
- Cine
- Diseño
- Gastronomía
- Literatura
- Música
- Arquitectura

Al unirse a la Red, las ciudades se comprometen a compartir sus buenas prácticas y a desarrollar vínculos que asocien a los sectores público y privado y a la sociedad civil para:
- Reforzar la creación, la producción, la distribución y la difusión de actividades, bienes y servicios culturales;
- Desarrollar polos de creatividad e innovación y aumentar las oportunidades al alcance de los creadores y profesionales del sector cultural;
- Mejorar el acceso y la participación en la vida cultural, en particular en beneficio de grupos desfavorecidos y personas vulnerables;
- Integrar plenamente la cultura y la creatividad en sus planes de desarrollo sostenible.

Este programa es un socio privilegiado de la Unesco ya que constituye un medio propicio para la implementación y el logro de los objetivos de la Agenda de Desarrollo Sostenible 2030.